# 龙须门镇
龙须门镇，是中华人民共和国河北省承德市宽城满族自治县下辖的一个乡镇级行政单位。

## 行政区划
龙须门镇下辖以下地区：
龙须门村、王家店村、徐家店村、上店村、梁前院村、小龙须门村、药王庙村、骆驼厂村、老亮子村、石洞沟村、大块地村、柳树底下村、冯杖子村、板城沟村、韩杖子村、金宝沟村、二道杖子村、北孤山村、榆树沟村、东李杖子村、广东山村和下杖子村。